# Клеанти Лиаку-Ановска
Клеанти Лиаку-Ановска (на македонска литературна норма: Клеанти Лиаку-Ановска; на арумънски: Kleanti Liaku-Anovska) е северномакедонска историчка на изкуството, социоложка и етноложка. Лиаку-Ановска е специалистка по фолклора и етнологията на власите в Института за фолклор „Марко Цепенков“ в Скопие.

## Биография
Клеанти Лиаку е родена в град Скопие на 3 март 1954 година. Завършва гимназия в родния си град. В 1979 година завършва Философския факултет на Скопския университет „Кирил и Методий“, група история на изкуството с археология. От 9 юли 1979 година работи в Института за фолклор „Марко Цепенков“ в Отдела за изследване на фолклора и етнологията на етническите общности в Македония. В 1989/1990 и в 2001 година специализира в катедрата по етнология на Философския университет на Солунския университет „Аристотел“, в 1999 година - в Румънската академия на науките, а в 2000 година - в Българската академия на науките. В 1991 година защитава магистърска теза в Института за социологически и политико-правни изследвания в Скопие „Социалната принадлежност на народните разказвачи от влашката етничка група в СР Македония“. В 1995 година в същия институт защитава докторска теза „Социално-фолклорните преплитания в семейството и семейните отношения при власите“. Член е на редакционния комитет на списанието „Македонски фолклор“. Автор е на книгата „Влашките народни приказни од Крушево“, издание на Института за фолклор „Марко Цепенков“ (2002).